# Adorjáni Csaba
Adorjáni Csaba Ferenc (Budapest, 1934. augusztus 28. – 2003) magyar pszichológus, orvos-biológus, neurofiziológus, neurológus.

## Élete
Szülei Dr. Adorjáni Gyula (Vadad, 1895) és Kádár Gyöngyike (Batarcs, 1905) voltak. 1952-ben érettségizett a Budapesti Református Gimnáziumban.
1952-1955-ben a Budapesti Gyógypedagógiai Főiskola hallgatója volt, ahol 1955-ben szerzett diplomát. 1955–1956-ban gyógypedagógiai szakmai gyakorlatot végzett Békéstarhoson. Tudományos érdeklődése már itt jelentkezett: Értelmi fogyatékos gyermekek kóros mozgása és mozdulatai gyűjteményének összeállításával, valamint A-vitamin kúrával való kísérletezéssel szeretett volna foglalkozni, ami gyógyszerhiány és az 1956-os forradalmi események miatt nem valósulhatott meg. 1957-1958-ban segédápolóként dolgozott az E. M. Pomázi Munkaterápiás Intézetben.
1959-ben alapított családot; felesége Dullien Katalin volt, akivel két gyermekük született: 1962-ben Adorjáni Réka, illetve 1964-ben Adorjáni Zsolt.
1959-1963 között az Eötvös Loránd Tudományegyetemen folytatott klinikai és kísérleti pszichológiai tanulmányokat, és 1964-ben szerzett diplomát. 1958-1969 között gyógypedagógiai tanárként, klinikai pszichológusként, majd pszichiátriai tanácsadóként tevékenykedett az E. M. Pomázi Munkaterápiás Intézetben. 1963–1969 között az MTA Gyermeklélektani Intézetében volt tudományos munkatárs. 1962-ben illetve 1964-ben drámaterápiás színházi bemutatót tartott a MOM kultúrházban; 1963-ban a milánói drámaterápiás kongresszuson tartott előadást.
1964-ben ösztöndíjasként, hat hónapig tudományos munkát végzett a moszkvai Szovjet Tudományos Akadémia keretében. 1964-1966 között a Szegedi Orvostudományi Egyetemen kiegészítő tanulmányokat folytatott a kutatóorvosi területen fővizsgával a neurophysiológiában, pszichiátriában és neurológiában. 1966-ban summa cum laude minősítéssel orvos-biológus doktori címet nyert a Szegedi Orvostudományi Egyetemen; mentora Prof. Dr. Obál Ferenc volt. 1966–1967-ben Humboldt-ösztöndíjasként hat hónapig Németországban, Freiburg im Breisgau egyetemén a klinikai neurofiziológiai részlegen végzett tudományos munkát Prof. Dr. R. Jung, Dr. D. Denney, Prof. G. Baumgartner mellett. 1967-ben a Budapesti Orvostudományi Egyetem Anatómiai Intézetben Szentágothai professzorral és munkatársaival működött együtt. Ugyanebben az évben közreműködött az MTA Pszichológiai Intézet Mikrophysiologiai Laboratóriumának megalapításában, és Pszichotikusok csoport pszichotherápiája címmel könyve jelent meg az Akadémiai Kiadónál.
1969-ben Svájcba emigrált, és Zürichben telepedett le. A Zürich-Kantoni Klinikán megalapította a Neurophysiologiai Laboratoriumot (Neurophysiologisches Labor des Kantonsspitals Zürich, később: Universitaetspital Zürich), és 1976-ig itt dolgozott.
1970-ben Zürichben ismét találkozott Frey Krisztián (Tiszamarti Keresztély 1929-1997) képzőművésszel, akivel barátságba került. 1980-ban és 1982-ben kiállítások megszervezésében támogatta.
1976-ban orvosi diplomát szerzett a Zürichi Orvostudományi Egyetemen, ezt követően 1979-ig neurológiai szakorvoskont dolgozott a zürichi egyetemi kórházban. 1980-ban főorvos lett a berni Inselspital neurológiai osztályán, majd 1980 és 2003 között önálló neurológiai praxist folytatott Zürichben.

## Tudományos munkái
- A munka szerepe a csoportos pszichoterápiában (Adorjáni Csaba, Gálfi Béla, Régius Ferenc, Schenker László) Pszichológiai Tanulmányok, 1959. 2. k. Akadémiai, Budapest, 537-546.
- Foglalkoztatott elmebetegek díjazásának problémája (Adorjáni Csaba és Gálfi Béla dr. / Egészségügyi Minisztérium Munkaterápiás Intézete, Pomáz) Ideggyógyászati Szemle 1959
- Speciális csoportterápia (Adorjáni Csaba, Puskás Imre) Magyar Pszichológiai Szemle, 1961, 18, 219-220
- A terapeuta szerepe a csoportpszichoterápiában (Adorjáni Csaba, Gálfi Béla) Pszichológiai Tanulmányok, 1963, 5. kötet, Akadémiai, Budapest, 643-656.
- A csoportpszichoterápia gyógytényezői idült elmebetegek esetében (Adorjáni Csaba, Puskás Imre) Pszichológiai Tanulmányok,1963, 5. kötet, Akadémiai, Budapest, 475-484.
- Csoportpszichoterápia és a skizofrén betegek konfrontativ stimulációja (Adorjáni Csaba, Böszörményi Zoltán, Hajtmann Pál) Pszichológiai Tanulmányok, 1965, 8. kötet, Akadémiai, Budapest, 436-448.
- Combined treatment with frenolon-melipramine in chronic schizophrenia (Cs. Adorjáni, B. Gálfi, and L. Schenker) Hungarian Medical Journal:Therapia Hungarica Volume 12. 1964 2. 74-80
- A csoport, a csoportdinamika és a pszichotikusok csoport-pszichoterápiája (Adorjáni Csaba és dr. Gálfi Béla) Az MTA Pszichológiai Bizottságának „Pszichológiai Tanulmányok” c. 1964. évi VI. kötetéből
- A Trioxazin alkalmazása epilepsiában (Adorjáni Csaba, Gálfi Béla dr. Kiss-Vámosi József dr.) EM Munkaterápiás Intézete, Pomáz, közleménye a Gyógyszereink 1965, 15, 75-79, különlenyomat
- A gyógyszerhatás objektív vizsgálata pszichológiai módszerek segítségével (Adorjáni Csaba- Gálfi Béla-Schenker László) MTA Pszichológiai Bizottságának és a Magyar Pszichológiai Tudományos Társaságnak folyóirata a Magyar Pszichológiai Szemle 1964. XX. kötet. 1. szám/ különlenyomat
- A pszichotikusok csoportpszichoterápiája (Adorjáni Csaba, Gálfi Béla) 1965 Bp. Akadémiai Kiadó
- A relaxáció gyakorlata és a komplex pszichoterápiás ellátás (Adorjáni Csaba, Gálfi Béla) 1965 Bp.Akadémiai Kiadó
- Corticofugal regulation of latent periods of bioelectrical responses to photic stimulation in the rabbit visual cortex (R. M. Mescherski, Cs. Adorjáni and A. K. Malikova) Institute of Higher Nervous Activity and Neurophysiology, USSR Academy of Sciences, Moscow, and Institut of Pschology, Hungarian Academy of Sciences, Budapest Acta Physiologica Academiae Scientiarum Hungaricae Tomus 29 (3-4), pp. 235-246 1966 (Received June 2, 1965)
- A valószínűségi modellezés néhány kérdéséről az invariáns mozzanatok percepciójában (Adorjáni Csaba) A Magyar Tudományos Akadémia Pszichológiai Bizottságának „Pszichológiai Tanulmányok” c. 1967. évi X. kötetéből, Budapest/Különlenyomat
- Az ingerlés idő- és intenzitás tényezőinek szerepe színeffektusok /szubjektiv színek/ előállításában (Tánczos Zsolt és Adorjáni Csaba) Pszichológiai Tanulmányok X. 1967. 85-93. Exp.
- 77. Latency of Electrically Evoked Neuronal Responses of the Cat’s Visual Cortex (By Denney, D., G. Baumgartner, and Cs. Adorjani) Abteilung für Klinische Neurophysiology, Freiburg i. Br.) aus „Pflügers Arch. ges. Physiol.”,Band 294, Heft 3 (1967), S. 56 Bericht über die 33. Tagung der Deutschen Physiologischen Gesellschaft in Würzburg vom 12.-14. April 1967 SpringerVerlag, Berlin, Heidelberg, New York Sonderdruck
- The relationship of threshold and operating level in the human observer’s responses to acoustic stimuli (Cs. Adorjáni, N. N. Korzh and E. N. Sokolov) Institut of Psychology, Hungarian Academy of Sciences, Budapest, Istitut of Psychiatry, USSR Academy of Medical Sciences, Moscow, and Institut of Physiology of Higher Nervous Activity, University of Moscow,USSR Acta Phyisiologica Academiae Hungaricae Tomus 34(4), pp. 259-275 (1968) Received March 13. 1968
- Responses Cortical Neurones to Stimulation of the Visual Afferent Radiations (Duane Denney, Günter Baumgartner and Csaba Adorjani) Depatement of Clinical Neurophysiology University of Freiburg, Freiburg i. Breisgau, W. Germany Experimental Brain Research 6, 265-272 (1968) Received April 29, 1968
- Neuronale Korrelate der Kurzzeitspeicherung im primaeren visuellen Cortex der Katze Neuronal Correlates of Short-Time Memory in the Primary Visual Cortex of Cat (Adorjani, Cs. Neurologische Klinik, Zürich) aus „Pflügers Arch.” Bd. 316, Heft 3/4, R92 (1970)Bericht über die 37. Tagung (Frühjahrestgg.) der Deutschen Phyisiologischen Gesellschaft in Erlangen am 10. und 11. April 1970, Springer-Verlag, Berlin, Heidelberg, New York Sonderdruck
- CONDITIONING OF SINGLE UNITS IN THE LATERAL GENICULATE OF CAT. (C. Adorjani, R. von der Heydt, H. M. Keller and G. Baumgartner) Dept. of Neurology, Univ. of Zürich, Switzerland XXV International Congress of Physiological Sciences, Munich 1971 Vortrag
- MULTIKANAL-TOPOGRAPHIE DES EEG (Lehmann, D., H. Rau, M. Koukkou und C. Adorjani) Neurophysiologie-Labor, Neurologische Universitaetsklinik, Zürich Vortrag 5. Juni 1971 Luzern
- Orientation specificity of visual cortical neurons after head tilt. (Denney, D. and Adorjani, C., 1972. Brain Res. 14: 312-317.
- MODIFIKATIONEN DER SIGNALUEBERTRAGUNG IM CORPUS GENICULATUM LAT.(CGL)DER KATZE DURCH REIZUNG DER FORMATIO RETIC. MEZENC. (FR).(Cs. Adorjani, H. Keller, R. v. d. Heydt, H. H. Brunner) Referat für Tagung der Deutschen Physiologischen Gesellschaft (Pflügers Archiv) (1971-73?)
- Electronic analysis of phasic and tonic stretch reflex (Esslen, E., C. Adorjani) International Symposium in Giessen Sunday April 8-Tuesday April 10, 1973
- QUANTITATIVE METHODS OF INVERSTIGATIONS IN THE CLINICS OF NEUROMUSCULAR DISEASES Vortrag
- Response dynamics of afferent visual units during intermittent light stimulation (C. Adorjani, G. Baumgartner, R. von der Heydt and H. Keller) Departement of Neurology, University of Zurich, Zurich (Switzerland) 5th ANNUAL MEETING OF THE EUROPEAN BRAIN AND BEHAVIOR SOCIETY September 2-5, 1973 Rotterdam (The Netherlands) Brain Research, 66 (1974) 349-370 Elsevier Scientific Publishing Company Amsterdam
- Disparity Sensitivity and Receptive Field Incongruity of Units in the Cat Striate Cortex (R. von der Heydt, Cs. Adorjani, P. Haenny and G. Baumgartner) Dept. of Neurology, Kantonsspital, University of Zürich, Raemistr. 100, CH-8091 Zürich Experimental Brain Research 31. 523-545 Springer Verlag 1978
- Neuronal Plasticity in the afferent visual system. Parts I. and II. (Cs. Adorjani) Neurol ogische Universitaetsklinik Kantonsspial Zürich Psychological Research 38 117-174 1977
- Quantification of the Effects of Muscle Relaxant Drugs in Man by Tonic Stretch Reflex (Manuel Meyer and Csaba Adorjáni) Departement of Neurology, University Hospital, CH-8091 Zürich, Switzerland Motor Control Mechanisms in Health and Disease, edited by J. E. Desmedt, Raven Press, New York 1983.